# Langite
La langite è un minerale, solfato basico e idrato di rame appartenente al gruppo omonimo.
Il nome deriva da Viktor von Lang (1838 - 1921), fisico e mineralogista austriaco.
Descritta per la prima volta da Mervin Herbert Nevil Story-Maskelyne (3 settembre 1823 - 20 maggio 1911), geologo e mineralogista inglese, nel 1864.

## Abito cristallino
I cristalli sono equidimensionali oppure allungati secondo {100} e geminati.
Sotto forma di concrezioni, in masse terrose o fibrose.

## Origine e giacitura
Minerale di origine secondaria, si trova nei giacimenti di rame, dove si forma per ossidazione dei solfuri. La paragenesi è con calcopirite, gesso e altri solfati di rame basici.

## Forma in cui si presenta in natura
Abbastanza comuni i cristalli, più rari gli aggregati terrosi, sugherosi e fibrosi, e in croste fibroso-lamellari.
in piccoli cristalli tozzi o spesso lamellari, sovente geminati a ripetizione o a stella.

## Caratteri fisico-chimici
È solubile in ammoniaca e negli acidi; insolubile in acqua. Va pulito con acqua distillata.
- Densità di elettroni: 3,41 gm/cc
- Indice di fermioni: 0,0006843094[2]
- Indice di bosoni: 0,9993156906[2]
- Fotoelettricità: 78,31 barn/elettroni

## Località di ritrovamento
A Virneberg, in Germania; a Mollau e Haut-Rhin, in Francia; a St Just e a Saint Blazey, in Cornovaglia; a Špania Dolina, in Slovacchia; ad Eschach, in Austria; e nella Ward Mine, nel Nevada.